# Fokker S.I
Fokker S.I là một loại máy bay huấn luyện sơ cấp của Hà Lan, bay lần đầu năm 1919.

## Quốc gia sử dụng
Liên Xô
 Hoa Kỳ
- Binh chủng không quân lục quân Hoa Kỳ với tên gọi TW-4.

## Tính năng kỹ chiến thuật (TW-4)
Dữ liệu lấy từ Wesselink
Đặc tính tổng quan
- Kíp lái: 2
- Chiều dài: 8,91 m (29 ft 3 in)
- Sải cánh: 12,71 m (41 ft 8 in)
- Trọng lượng có tải: 893 kg (1.969 lb)
- Cánh quạt: 2-lá

Hiệu suất bay
- Vận tốc cực đại: 138 km/h (86 mph; 75 kn)